# Samir Zekroumi
Samir Zekroumi (né le 29 mars 1985) à Casablanca est un footballeur marocain évoluant au poste défenseur au sein des FAR Rabat.

## Biographie

### Club
Samir joua au Difâa Hassani d'El Jadida, à Rachad El Bernoussi, Raja de Casablanca,et Kawkab de Marrakech avant de rejoindre en 2010 le Maghreb de Fès. Club avec lequel il remporta la majorité de ses trophées. Notamment la Coupe de la confédération 2011, auquel il ne joua qu'une partie du match aller de la finale à Tunis, car il fut injustement expulsé par l'arbitre algérien à la deuxième mi-temps de la rencontre, à la suite d'un deuxième carton jaune sur une faute inexistante.

### Sélection nationale
Il est sélectionné en Équipe du Maroc et fait ses débuts en match amical contre le Burkina Faso. Il fut encore une fois sélectionné par le sélectionneur belge pour les deux matchs comptant pour les qualifications de la Mondial 2014 contre la Côte d'Ivoire et la Gambie.
| Matches internationaux de Samir Zekroumi | Matches internationaux de Samir Zekroumi | Matches internationaux de Samir Zekroumi                     | Matches internationaux de Samir Zekroumi | Matches internationaux de Samir Zekroumi | Matches internationaux de Samir Zekroumi | Matches internationaux de Samir Zekroumi | Matches internationaux de Samir Zekroumi |
| 0                                        | Date                                     | Lieu                                                         | Adversaire                               | Score                                    | Résultats                                | Compétitions                             |                                          |
| ---------------------------------------- | ---------------------------------------- | ------------------------------------------------------------ | ---------------------------------------- | ---------------------------------------- | ---------------------------------------- | ---------------------------------------- | ---------------------------------------- |
| 1                                        | 29 février 2012                          | Grand Stade de Marrakech, Marrakech, Maroc                   | Burkina Faso                             | —                                        | 2-0                                      | Match amical                             |                                          |
| 2                                        | 23 juin 2012                             | Stade du Prince Abdullah Al-Faisal, Djeddah, Arabie saoudite | Bahreïn                                  | —                                        | 4-0                                      | Coupe arabe 2012                         |                                          |

## Carrière
- 2004-2008 :  Rachad Bernoussi
- 2008-2010 :  Raja de Casablanca
- 2010-2011 :  Kawkab de Marrakech
- 2011-2013 :  Maghreb de Fès
- 2013 :  Al-Ahly SC
- 2014-2015 :  As Far Rabat

## Palmarès
Raja de Casablanca
- Championnat du Maroc
  - Champions en 2009

 Maghreb de Fès
- Tournoi Antifi
  - Vainqueur en 2011
- Coupe de la confédération
  - Vainqueur en 2011
- Coupe du trône
  - Vainqueur : 2011
- Supercoupe de la CAF
  - Vainqueur : 2012

 Maroc
- Coupe arabe des nations de football
  - Vainqueur en 2012